# 68 Batalion Lotniczo-Techniczny
68 Batalion Lotniczo-Techniczny Oficerskiej Szkoły Lotniczej Nr 5 (68 bl-t) – pododdział wojsk lotniczych.

## Historia – formowanie, zmiany organizacyjne, wydarzenia
68 Batalion Lotniczo-Techniczny Oficerskiej Szkoły Lotniczej nr 5 został sformowany na podstawie rozkazu Nr 075/Org. Ministra Obrony Narodowej z dnia 31 grudnia 1957 roku.
Jednostka została zorganizowana w Nowym Mieście, w terminie do 15 marca 1958 roku, według etatu nr 20/456 z dnia 31 grudnia 1957 roku. W wyniku tych decyzji w 1958 roku dokonano zmian w strukturach organizacyjnych szkół lotniczych w Dęblinie i w Radomiu. Strukturę eskadrową zastąpiono pułkami szkolno-bojowymi i szkolnymi. Równocześnie z dotychczasowych pododdziałów kwatermistrzowskich szkół lotniczych zostały utworzone samodzielne bataliony lotniczo-techniczne, które miały zabezpieczać pod względem logistycznym zadania szkoleniowe realizowane przez nowo powstałe pułki.
68 Batalion Lotniczo-Techniczny był samodzielnym pododdziałem gospodarczym stacjonującym w Nowym Mieście z zadaniem logistycznego zabezpieczenia działalności szkoleniowej 61 Lotniczego Pułku Szkolno-Bojowego, któremu batalion był podporządkowany operacyjnie. Liczył 261 żołnierzy. Dowódcą batalionu został ppłk Stanisław Pudała.
W 1961 w ramach modernizacji struktur organizacyjnych lotnictwa Sił Zbrojnych 68 Batalion Lotniczo-Techniczny został rozformowany na podstawie zarządzenia Szefa Sztabu Generalnego Wojska Polskiego nr 073/ Org. z 24 sierpnia 1961. W wyniku tej reorganizacji na bazie rozformowanego 68 Batalionu Lotniczo-Technicznego powstały nowe pododdziały o etacie nr 20/504. Były to: batalion zaopatrzenia, dywizjon techniczny, dywizjon dowodzenia lotami, będące po reorganizacji w strukturze 61 Lotniczego Pułku Szkolno-Bojowego.

## Dowódcy batalionu 1957-1961
- ppłk Stanisław Pudała (1957-1961)
- mjr Kazimierz Deręgowski (1961)

## Organizacja
- dowództwo
- sztab
- kompania łączności
- kompania wartownicza
- kompania samochodowa
- wydział zaopatrzenia technicznego
- kwatermistrzostwo
  - sekcja finansowa
  - izba chorych
- kompania ziemnego zabezpieczenia lotów
- straż pożarna